# 广汉站
广汉站是宝成铁路及广岳铁路上的一座铁路车站，位于四川省德阳市广汉市雒城街道火车站社区站北路。车站启用于1953年，隶属于成都铁路局绵阳车务段，为三等站。车站现仅办理货运业务，不办理客运业务。

## 概况
车站站场呈西北—东南走向，设9股道（其中正线2股）。站房位于线左。车站设有候车室、旅客站台、雨棚等客运设施，亦配备有货场及仓库，另有多条专用线与之相连。车站及其上下行区间（宝成铁路）均已电气化，且为复线；车站上行咽喉处向北引出有广岳铁路，区间为单线且非电气化。

## 历史
- 1953年10月1日，建成通车
- 1955年1月1日，正式交付运营
- 1975年7月1日，开通电气化
- 1988年，站场扩建、完善配套设施，升级为二等站
- 1993年，新建东西货场
- 2004年4月15日，开通复线
- 2014年12月10日，因西成客运专线广汉北站开通而停办客运
- 2020年9月29日、30日、10月7日、8日，车站临时开办客运